# Duguetia oblanceolata
Duguetia oblanceolata är en kirimojaväxtart som beskrevs av Robert Elias Fries. Duguetia oblanceolata ingår i släktet Duguetia och familjen kirimojaväxter. Inga underarter finns listade i Catalogue of Life.